# Nasionale Party

Flagge der Nasionale Party, 1936–1993

Die Nasionale Party (NP; englisch National Party, deutsch Nationale Partei) war die in Südafrika regierende Partei zwischen 1948 und 1994. Ihre Mitglieder wurden gelegentlich als Nationalists oder Nats bezeichnet. Die Partei wurde im Jahr 2005 aufgelöst. Ihre langjährige Programmatik gründete sich hauptsächlich auf das gesellschaftspolitische Leitmotiv einer rassistisch intendierten „getrennten Entwicklung“ (separate development) im südafrikanischen Staat, die international als Apartheid bekannt wurde, sowie die Gründung einer Republik unter Loslösung vom Commonwealth of Nations und die weltanschaulich begründete Förderung der Kultur der Buren bzw. Afrikaaner.

## Geschichte

### Gründung und frühe Ziele
Nach Gründung der Südafrikanischen Union 1910 regierte die South African Party (SAP), die sowohl die englischsprachigen Weißen als auch die Buren vertrat. Der Nationalist James Barry Munnick Hertzog wurde 1913 wegen seiner pro-burischen Haltung aus dem Kabinett entlassen. Vom 1. bis 9. Januar 1914 fand unter Hertzogs Führung der Gründungskongress der Nationalen Partei des Oranje-Freistaats in Bloemfontein statt. Wesentliche Ziele waren die Unabhängigkeit Südafrikas vom britischen Empire und die Gleichstellung des Afrikaans gegenüber dem Englischen. Die NP fußte auf dem Calvinismus. Am 1. Juli 1914 wurde die NP des Oranje-Freistaats als Partei zugelassen, am 26. August folgte die NP in Transvaal, und am 9. Juni 1915 wurde die NP in der Kapprovinz gegründet. Deren Vorsitzender Daniel François Malan übernahm auch die Herausgabe der Parteizeitung Die Burger (etwa: „Der Bürger“).

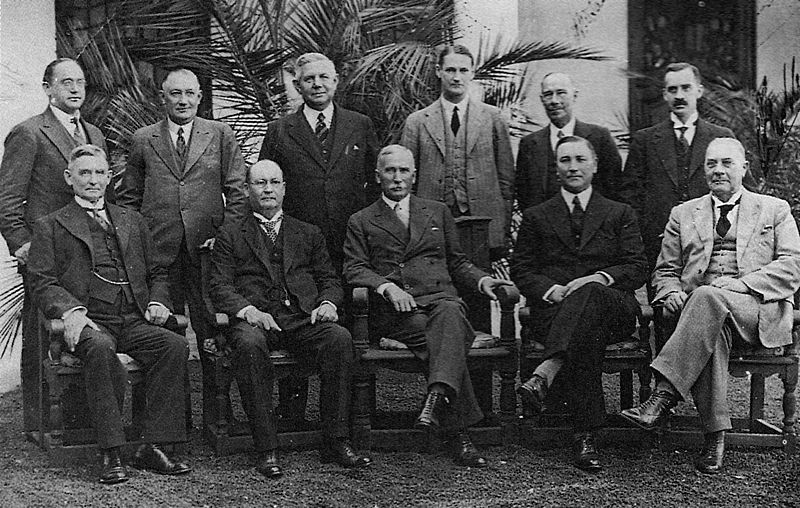
Das Kabinett Hertzog 1929

Die Kriegsteilnahme der Südafrikanischen Union an der Seite des Vereinigten Königreichs im Ersten Weltkrieg wurde von vielen NP-Anhängern abgelehnt, auch die Invasion Deutsch-Südwestafrikas durch Truppen der Union Defence Force wurde anfangs missbilligt. 1915 trat die NP erstmals bei Parlamentswahlen an. 1923 schloss die NP einen Pakt mit der sozialdemokratisch orientierten South African Labour Party (SALP), um die Vorherrschaft der Weißen bei der Arbeitsplatzbeschaffung zu sichern, und gewann mit der SALP die Wahl im Folgejahr. Sie stellte den Premierminister James Barry Munnick Hertzog und die Mehrzahl der Minister. Afrikaans wurde zur zweiten Amtssprache, die Nationalflagge wurde geändert. Die Hertzog-Regierung, die bis 1938 amtierte, schwächte das Stimmengewicht der Coloureds (Nachkommen aus der Verbindung von Schwarzen und Weißen) bei Wahlen. Dies geschah dadurch, dass im Jahre 1930 weiße Frauen das Wahlrecht erhielten, jedoch nicht Coloured-Frauen. Hierdurch wurde die Stimmenzahl der weißen Wählerschaft annähernd verdoppelt.

### Politik in der Weltwirtschaftskrise
In den Zeiten der Weltwirtschaftskrise (Great Depression) seit Ende der 1920er Jahre litt auch die südafrikanische Wirtschaft. 1934 stimmte Hertzog der Vereinigung der NP mit ihrer Rivalin, der South African Party von Jan Christiaan Smuts, zu. Es formierte sich die United National South African Party. Eine Gruppe konservativer Afrikaaner-Nationalisten, angeführt von Daniel François Malan, weigerte sich jedoch, den Zusammenschluss zu akzeptieren, und gründete die Abspaltung Gesuiwerde Nasionale Party (GNP; deutsch etwa: „Reine Nationale Partei“ oder „Gereinigte Nationale Partei“). Nachdem das Parlament sich am 4. September 1939 mit knapper Mehrheit für einen Kriegseintritt an der Seite der Alliierten entschieden hatte, lösten sich burische Abgeordnete, angeführt von Hertzog, von der Regierungsfraktion und bildeten 1940 mit den Parlamentariern der GNP die Herenigde Nasionale Party (HNP; „Vereinigte Nationale Partei“). Die HNP nutzte die Ablehnung in der Bevölkerung an der Teilnahme am Zweiten Weltkrieg, um anti-britische Ressentiments zu schüren. Zeitweise tat sie dies in Zusammenarbeit mit nationalistischen Organisationen wie der Ossewabrandwag oder dem Nuwe Order, einem NP-Flügel unter Oswald Pirow, der offen mit dem nationalsozialistischen Deutschland sympathisierte. Dies begünstigte eine Wiederbelebung der Partei, die in der Wahl von 1948 zusammen mit der Afrikanerparty die United Party von Jan Smuts besiegte. Dabei erhielt sie nur knapp 42 Prozent der Stimmen, aber die Mehrheit der Mandate. 1951 trat die Afrikanerparty der NP bei.

### Wahlsieg 1948 und Aufbau des Apartheidstaates

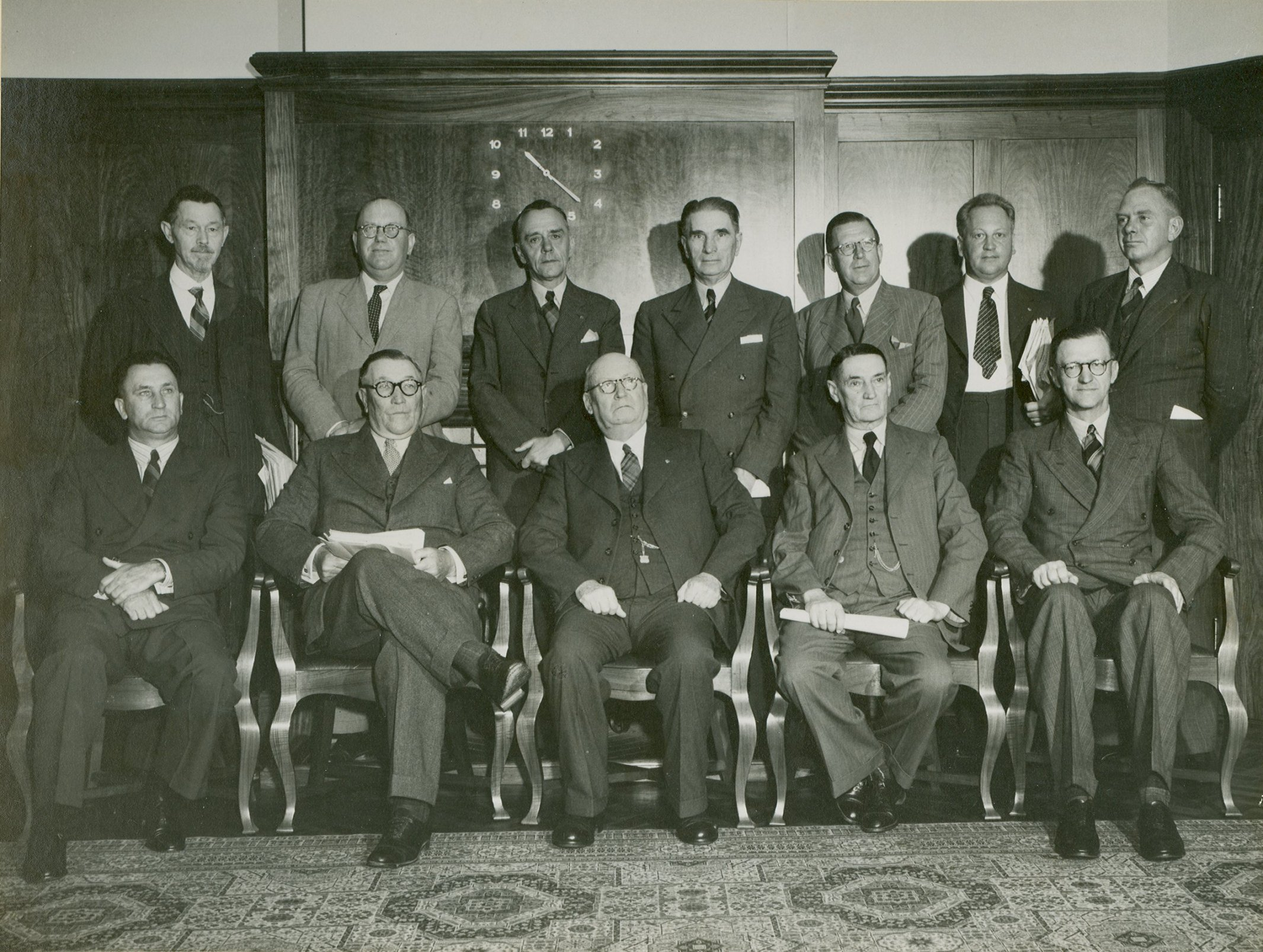
Das Kabinett Malan 1948

Mit dem Wahlsieg 1948 begann die NP mit dem Aufbau des Apartheidstaats – hiermit wurden über die bestehenden Gesetze der Rassentrennung hinaus politische Barrieren zwischen den Bevölkerungsgruppen aufgebaut, die eine Vorherrschaft der weißen Minderheit sichern sollten. Ein konzeptionelles Kernstück dazu lieferte die 1950 durch die NP-Regierung berufene Tomlinson-Kommission mit ihrem gleichnamigen Report. Zwar gewannen bei der nachfolgenden Parlamentswahl 1953 erneut Apartheidsgegner (äußerst knapp) die Mehrheit der Wählerstimmen, die NP konnte sich aber wegen des Wahlsystems wieder die Mehrheit der Sitze sichern. Danach hatte die NP das Wahlsystem ausreichend geändert und Minderheiten konsequent vom Wahlrecht ausgeschlossen, sodass sie (mit Ausnahme der Wahl 1961) bis 1994 nicht mehr ernsthaft durch Wahlen in ihrer Macht bedroht war.
Seit 1959 wurden durch den Promotion of Bantu Self-Government Act die bisherigen Reservatsgebiete (Native Reserves) für die schwarze Bevölkerung schrittweise in Homelands umgewandelt. Das Ziel der Nasionale Party war es, künftig alle schwarzen Südafrikaner in diesen Homelands anzusiedeln. Diese konnten dann – über Arbeitsagenturen vermittelt – weiterhin in Südafrika als Gastarbeiter arbeiten. Vier Homelands wurden später von der Regierung Südafrikas als unabhängige Nationen betrachtet und in eine formale Unabhängigkeit manövriert (sogenannte TBVC-Staaten). Alle schwarzen Südafrikaner erhielten die Staatsbürgerschaft der ihnen zugewiesenen Homelands, verloren jedoch mit der Unabhängigkeit dieser Gebiete die Staatsangehörigkeit der Republik Südafrika.
Coloureds wurden von der Wählerliste in der Kapprovinz im Jahr 1953 entfernt. Statt für die gleichen Repräsentanten der weißen Südafrikaner zu stimmen, konnten sie nun nur für vier weiße Repräsentanten stimmen, die für sie sprechen sollten. Später, im Jahr 1968, wurden den Coloureds vollständig die Stimmrechte entzogen. Anstelle der vier Repräsentantensitze wurde eine teilweise gewählte Gesellschaft gesetzt, welche die Regierung in einer Gesetzesnovelle zur Separate Representation of Voters Act beraten sollte.
Diese Reformen stärkten die Nasionale Party politisch, versagten ihren politischen Gegnern in den Reihen der Schwarzen, Coloureds und „Asiaten“ den Zugang zu den Wahlen und banden somit die pro-nationalistischen Weißen Südafrikas ein. Die Nasionale Party vergrößerte ihre Mehrheit im Parlament in nahezu jeder Wahl zwischen 1948 und 1977. Im Jahr 1977 erreichte die NP ihr bestes Wahlergebnis mit 64,8 Prozent der Stimmen und 134 von 165 Sitzen im Parlament.
Ein weiteres proklamiertes Ziel wurde 1960 erreicht, als die weiße Bevölkerung in einer Volksabstimmung die Bindung Südafrikas an die britische Monarchie löste und für eine Republik votierte. Das Ergebnis führte zu Südafrikas Austritt aus dem Commonwealth.
1969 spaltete sich unter J. B. M. Hertzogs Sohn Albert Hertzog die rechtskonservative Herstigte Nasionale Party („Neuverfasste Nationale Partei“) ab, die die bekannte Abkürzung HNP nutzte. Sie erhielt bei landesweiten Wahlen bis zu 14 Prozent der Stimmen, gewann aber aufgrund des Mehrheitswahlrechts lediglich einen Parlamentssitz bei einer Nachwahl im Jahr 1985 und existiert bis heute.
In den frühen 1980er Jahren, unter der Führung von Staatspräsident Pieter Willem Botha, begann die NP, ihre Grundsätze zu reformieren. Botha erlaubte gemischte Ehen, gestattete wieder gemischtrassige politische Parteien und entschärfte den Group Areas Act. Botha ermöglichte die stark eingeschränkte politische Repräsentation der Coloureds und der Asiaten, indem er 1984 das Tricameral Parliament (etwa: „Drei-Kammer-Parlament“) einführen ließ. Es sah getrennte Kammern für Weiße, Coloureds und Asiaten vor, bei numerischer Überlegenheit der weißen Abgeordneten. Wichtige Entscheidungen blieben ohnehin der Nationalversammlung, der Kammer der Weißen, vorbehalten. Schwarze durften weiterhin nicht an politischen Entscheidungsprozessen teilhaben. Die Mitglieder der Nationalversammlung hatten eine automatische Stimmenmehrheit bei der Wahl des Staatspräsidenten. 1985 wurde ein unbefristeter Ausnahmezustand ausgerufen. Innerhalb der NP gab es zwei Richtungen: verligte (aufgeklärte) und verkrampte (unbewegliche) Politiker.
Die weitgehende politische und kulturelle Isolation Südafrikas unter der NP-Regierung in den 1960er bis 1980er Jahren wurde durch wirtschaftliche Kontakte aufgeweicht. Mehrere ausländische Unternehmen, darunter auch Volkswagen (Uitenhage) und Daimler-Benz (East London), unterhielten große Produktionsstätten in Südafrika. Südafrika war auch als Exporteur großer Mengen an Rohstoffen sowie als Machtfaktor im Kalten Krieg gefragt, so dass die NP-Regierung trotz weltweiter Isolationsbestrebungen viele internationale Partner zur Verfügung hatte. Botha verfolgte eine repressive Wirtschaftspolitik, die Bothanomics genannt wurde und eine Förderung industrieller privater Unternehmer zu Lasten der Arbeitnehmer bedeutete.

### Reformansätze in den 1980er Jahren

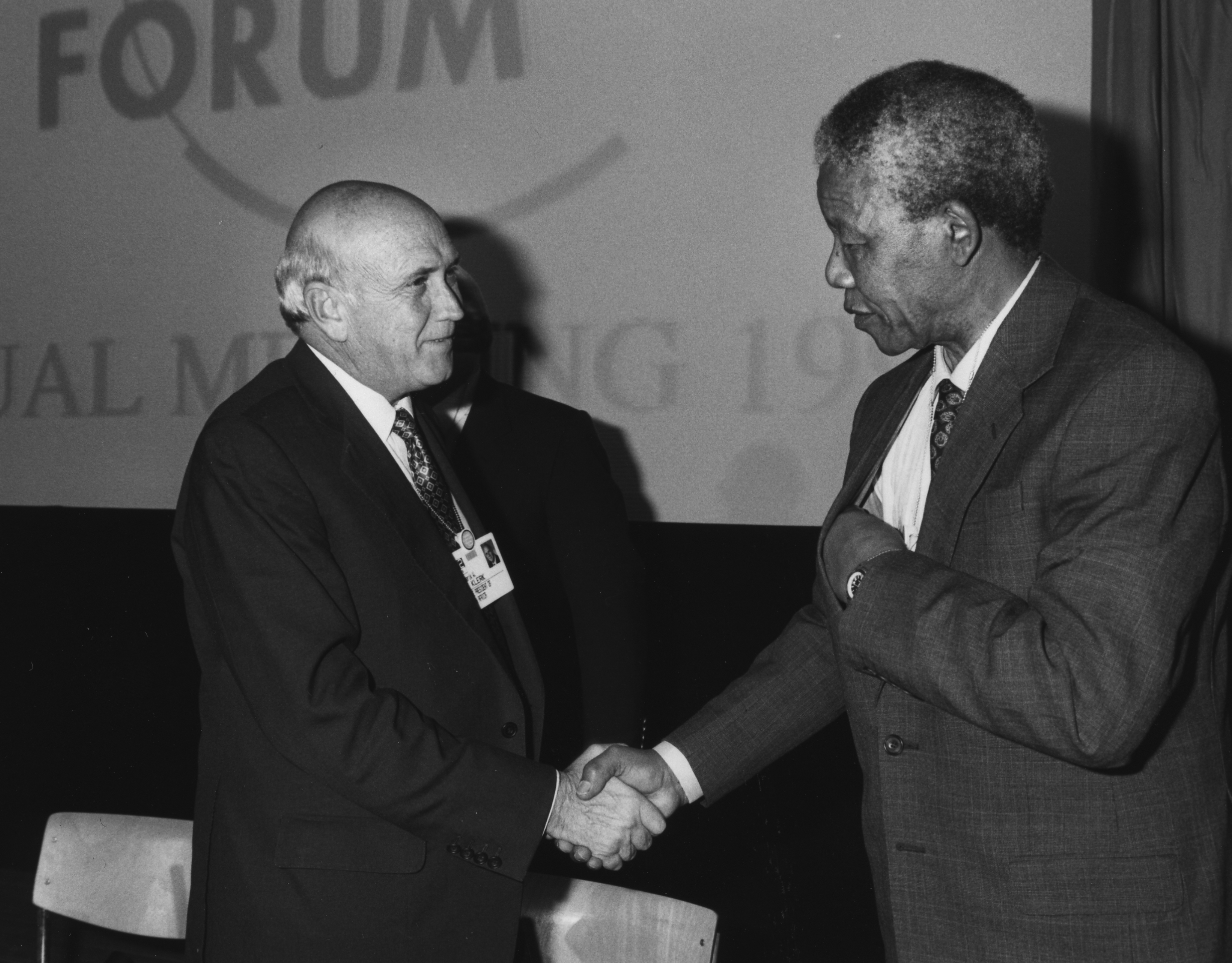
de Klerk und Mandela (1992)

In dieser Zeit begann das Ausland verstärkt, Druck auf die Republik Südafrika auszuüben. Viele Menschen in den ehemals verbündeten Staaten Nordamerikas und Europas lehnten den Apartheidsstaat, der zudem über Jahrzehnte hinweg gedieh und wirtschaftlich expandierte, vehement ab, einige Länder verhängten Sanktionen gegen das Land. Inmitten der dadurch steigenden politischen Instabilität und der wachsenden wirtschaftlichen Probleme mitsamt der diplomatischen Isolierung trat Botha als Vorsitzender der NP zurück und übergab die Regierungsgeschäfte 1989 an den nachfolgenden Präsidenten Frederik Willem de Klerk. Obwohl er vom konservativen Flügel kam, war de Klerk durch den immensen Druck auf das Land gezwungen, die Hoffnung aufzugeben, die Apartheid aufrechtzuerhalten. Bald nach seinem Amtsantritt beschloss er aktiv, die Verhandlungen aufzunehmen, um zu vermeiden, später bei noch schlechterer Ausgangsbasis unnötige Konzessionen machen zu müssen. Er überzeugte die Nationale Partei, in Verhandlungen mit den Vertretern der Schwarzen zu treten. Später im Jahre 1989 gewann die Nationale Partei mit dem Versprechen, ein Ende der Apartheid auszuhandeln, einen intensiven Wahlkampf gegen die Konserwatiewe Party. 1990 wurde der African National Congress (ANC) zugelassen; dem bekanntesten Oppositionellen Nelson Mandela wurde nach 27 Jahren die weitere Haftstrafe erlassen. Zeitgleich mit den Verhandlungen über ein Ende der Apartheid versuchte die NP, die Macht zu erhalten. Dazu wurde mit dem früheren Minister Stoffel van der Merwe erstmals ein Generalsekretär berufen, der jedoch 1992 zurücktrat.

### Ende der Apartheid und demokratische Wahlen
Eine Volksabstimmung im Jahr 1992 gab de Klerk unbegrenzte Vollmacht, mit Mandela zu verhandeln. In der Folge der Verhandlungen wurde eine neue Verfassung entworfen und 1994 wurden erstmals Wahlen abgehalten, bei denen alle Südafrikaner ungeachtet ihrer ethnischen Zugehörigkeit wählen durften. Diese Wahlen wurden vom ANC mit absoluter Mehrheit gewonnen. Die Nationale Partei blieb jedoch bis 1997 in der vom ANC geführten Regierung, als sie sich zurückzog, um zur offiziellen Opposition zu werden. Gleichzeitig wurde der vormalige Minister Roelf Meyer zum Generalsekretär ernannt, der jedoch ebenfalls nur kurzzeitig amtierte.

### Transformation und Auflösung der Partei
Im Jahr 1997 benannte sich die Nationale Partei in Nuwe Nasionale Party um. Sie existierte unter diesem Namen bis 2000, schloss sich dann mit der Democratic Party zur Democratic Alliance zusammen, die Ende 2001 wieder aufgekündigt wurde. 2004 wurde beschlossen, sich dem ANC anzuschließen. Daraufhin löste ihr „Bundesrat“ (Federal Council) in einer Abstimmung die Partei am 9. April 2005 auf.

## Beispiele für unter Federführung der Partei geschaffene Apartheidsgesetze
Die NP initiierte zahlreiche Gesetze, um die Apartheid legislativ abzusichern:
- Der Prohibition of Mixed Marriages Act (Gesetz über das Verbot von Mischehen) und der Immorality Act von 1927 (Gesetz gegen unmoralische Handlungen) verboten Heirat und sexuelle Beziehungen zwischen Weißen und Nichtweißen. Existierende Mischehen wurden aufgelöst.
- Der Population Registration Act (Gesetz zum Einwohnermeldewesen) schrieb vor, dass alle Südafrikaner in eine der vier Gruppen (Weiße, Schwarze, Farbige oder Asiaten) einzuteilen sind. Es war nicht gestattet, diesen rassischen Status selbst anzugeben, nur nachweisbare, unvermischte europäische Herkunft konnte ohne eine Ausnahmeregelung der Regierung als „weiß“ anerkannt werden. Das Gesetz schrieb auch vor, dass in die Rassenbestimmung auch Bildung, Sprache, Gewohnheiten, Auftreten und Haltung einfließen sollten.
- Der Group Areas Act (Gesetz über die Überlassung von Gebieten an Gesellschaftsgruppen) und der Influx Control Act (Gesetz über die Kontrolle des Zuzugs) untersagte es Nichtweißen, in bestimmten Gebieten zu leben oder dort Land zu besitzen.
- Der Suppression of Communism Act (Gesetz zur Unterdrückung des Kommunismus) machte die meisten schwarzen politischen Großorganisationen illegal, darunter auch den African National Congress (ANC), den Pan Africanist Congress und die Azanian People’s Organisation. Dies war möglich, da dieses Gesetz jeden, der die Gleichheit der Rassen propagierte, einem Kommunisten gleichsetzte.
- Der Prohibition of Political Interferences Act (Das Gesetz über das Verbot politischer Einmischung) verbot politische Parteien, deren Mitglieder unterschiedliche Hautfarben hatten, mit dem Ziel, auch indirekte nichtweiße Einflussnahme auf weiße Politiker zu beenden. Parteien, die nichtweiße Mitglieder aufgenommen hatten, mussten diese entweder entlassen oder sich auflösen. Die liberale Progressive Party stimmte zögerlich zu und entließ ihre nichtweißen Mitglieder. Die Liberal Party of South Africa, angeführt von Alan Stewart Paton, weigerte sich und wurde verboten.
- Der Republic of South African Constitution Act 1983 veränderte die parlamentarische Vertretung des Landes grundlegend, schuf ein Dreikammersystem, gab dem Staatspräsidenten umfassende Vollmachten und schuf damit eine spezifische Form der Präsidialdemokratie. Das Gesetz sah eine politische Partizipation der schwarzen Mehrheitsbevölkerung nicht vor.

## Außen-, Sicherheitspolitik ab 1948
Die NP-Regierung sah sich wegen ihrer Apartheid-Politik und der völkerrechtswidrigen Besetzung Südwestafrikas wachsendem Druck der Weltöffentlichkeit ausgesetzt. Oppositionsgruppen wie der ANC leisteten erst durch gewaltfreie Aktionen Widerstand, ab 1961 auch durch Anschläge. Die NP-Regierung reagierte mit Repressionen. Mehrere Abteilungen der South African Police (SAP) widmeten sich der Aufstandsbekämpfung, teilweise mit verdeckten Methoden wie die Abteilung Vlakplaas, die für die Ermordung zahlreicher Oppositioneller verantwortlich war. Innerhalb der Armee, der South African Defence Force (SADF), gab es ebenfalls Abteilungen wie das Civil Cooperation Bureau, das mit verdeckten Mitteln gegen Oppositionelle vorging, auch im Ausland. Kleinere benachbarte Staaten wie Swasiland und Lesotho waren wirtschaftlich von Südafrika abhängig. Zur Durchsetzung seiner Interessen führte Südafrika zahlreiche Kommandoangriffe in den Nachbarländern durch. Die NP-Regierung kämpfte meist verdeckt gegen die Unabhängigkeitsbewegungen in Angola, Mosambik und Simbabwe. Präsident Botha entwickelte das Konzept der totalen Strategie, das als Reaktion auf eine „totale Bedrohung“ von außen konzipiert war und unter anderem die Befugnisse von Militär und Polizei verknüpfte und ausdehnte. Die SADF griff jedoch über den namibischen Unabhängigkeitskrieg in den Angolanischen Bürgerkrieg ein und erlitt vor allem durch kubanische Truppen eine Niederlage in der Schlacht bei Cuito Cuanavale, die zum Ende der Apartheid beitrug.

## Vorsitzende
- 1934–1953: Daniel François Malan
- 1953–1958: Johannes Gerhardus Strijdom
- 1958–1966: Hendrik Frensch Verwoerd
- 1966–1978: Balthazar Johannes Vorster
- 1978–1989: Pieter Willem Botha
- 1989–1997: Frederik Willem de Klerk
- 1997–2000: Frederik Willem de Klerk (in der Nuwe Nasionale Party)
- 2001–2005: Marthinus van Schalkwyk (in der Nuwe Nasionale Party)